# 20. pehotni polk (Italija)
20. pehotni polk Brescia (izvirno italijansko 20º Reggimento fanteria) je bil pehotni polk (Kraljeve) Italijanske kopenske vojske.

## Zgodovina
Polk je bil med prvo svetovno vojno nastanjen na zahodni fronti, sodeloval je v drugi italijansko-abesinski vojni in v severnoafriški kampanji druge svetovne vojne. 